# Āghcheh Kohal-e Zamānlū
Āghcheh Kohal-e Zamānlū (persiska: آغجه کهل زمان, Āghcheh Kohal-e Zamānī, آغچه کهل زمانلو, آغچه کهل زمانی) är en ort i Iran.   Den ligger i provinsen Östazarbaijan, i den nordvästra delen av landet, 500 km nordväst om huvudstaden Teheran. Āghcheh Kohal-e Zamānlū ligger 1 927 meter över havet och antalet invånare är 119.
Terrängen runt Āghcheh Kohal-e Zamānlū är varierad. Runt Āghcheh Kohal-e Zamānlū är det ganska glesbefolkat, med 22 invånare per kvadratkilometer. Närmaste större samhälle är Bostānābād, 19,7 km norr om Āghcheh Kohal-e Zamānlū. Trakten runt Āghcheh Kohal-e Zamānlū består i huvudsak av gräsmarker.